# Shanhe, Gansu
Shanhe (kinesiska: 山河) är en köping i nordvästra Kina. Den ligger i Zhengning härad i Qingyang i provinsen Gansu, omkring 420 kilometer öster om provinshuvudstaden Lanzhou. 